# ベータプロテオバクテリア綱
ベータプロテオバクテリア綱（ベータプロテオバクテリアこう、Betaproteobacteria）とは真性細菌Pseudomonadota門の綱の一つである。
ベータプロテオバクテリア綱には75の属と220の種が在籍する（2006年現在）。非常に多様性があり、代謝特性、生存戦略、生息ニッチなどが異なる。一部の菌種は光合成能を有し、それ以外は無機物からエネルギーを取り出す 。多くの属種は土壌や水圏に存在し、それ以外は他の生物に寄生・感染し病原性を示す。

## 代謝
ベータプロテオバクテリア綱内で代謝特性は非常に多様である。ロドシクルス属（Rhodocyclus）など一部の属種は光合成能を有する。それ以外の、硝酸菌のスピリルム目といった多くの属種は無機物からエネルギーを取り出す。

## 系統発生

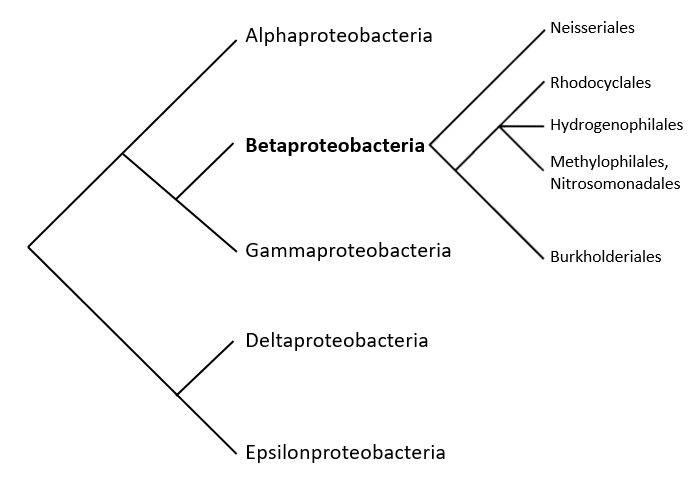
進化的関係に基づくベータプロテオバクテリア綱の系統発生図

ベータプロテオバクテリア綱はガンマプロテオバクテリア綱に最も近縁であり、かつて2綱でChromatibacteriaと呼ばれるタクソンであった。現在、4つの目、バークホルデリア目（Burkholderiales）、ネイッセリア目（Neisseriales）、ロドシクルス目（Rhodocyclales）及びスピリルム目（Spirillales）で構成されている。これに加えて、現在、アカントアメーバの内生生物のグループを新しい目に数える提案がなされている。

## 病原性
ベータプロテオバクテリア綱の多くの細菌は様々な真核生物に対して病原性を示す。これには人間への病原菌も含まれる。例えばナイセリア属（Neisseria）のN. gonorrhoeaeとN. meninngitidesはそれぞれ淋病と髄膜炎を引き起こす。
Bordetella pertussisは百日咳の原因となる。植物病原菌には、タマネギの根腐れ原因菌Burkholderia cepaciaやブドウの蔓の壊死原因菌Xylophilus ampelinusが知られている。

## 下位分類（目）

### IJSEMに正式に承認されている目
ベータプロテオバクテリア綱に属する目を以下に示す(2024年8月現在)。
- バークホルデリア目（タイプ目）　Burkholderiales

Garrity et al. 2006 (IJSEMリストに記載 2006)
- ネイッセリア目　Neisseriales

Tønjum 2006 (IJSEMリストに記載 2006)
- ロドシクルス目　Rhodocyclales

Garrity et al. 2006 (IJSEMリストに記載 2006)
- スピリルム目　Spirillales

Spirillales Prévot 1940 (IJSEMリストに記載 1980)

### IJSEMに未承認の目
- "Ferritrophicales"

Weiss et al. 2007
- "Ferrovales"

Johnson et al. 2014
- プロカバクター目　"Candidatus Procabacteriales"

Garrity et al. 2003
- ヒドロゲノフィルス目　Hydrogenophilales

Garrity et al. 2006
現在はPseudomonadota門ヒドロゲノフィルス綱（Hydrogenophilia）に再分類されている。
- メチロフィルス目　Methylophilales

Garrity et al. 2006
スピリルム目のシノニム。
- スルフリセラ目　Sulfuricellales

Watanabe et al. 2015
スピリルム目のシノニム。